# Rockin' My Life
Rockin' My Life er det femte studiealbum fra den danske sanger og sangskriver Erann David Drori, der udkom den 30. oktober 2015 på AEM Records og Sony Music. Det er Droris første engelsksprogede album siden Erann (2006), og hans første studiealbum siden Byen kalder (2009).

## Spor
| #   | Titel                   | Tekst                 | Musik                    | Længde |
| --- | ----------------------- | --------------------- | ------------------------ | ------ |
| 1.  | "Just Ask the Children" | Michael Garvin        | Erann David Drori        | 5:04   |
| 2.  | "Make It Up to You"     | Garvin                | Drori                    | 3:06   |
| 3.  | "You Confuse Me"        | Garvin                | Drori                    | 3:56   |
| 4.  | "Rockin' My Life"       | Garvin                | Drori, Jacob Gurevitsch  | 4:52   |
| 5.  | "Lifetime of Nighttime" | Garvin                | Drori                    | 4:20   |
| 6.  | "Completely"            | Garvin                | Drori, Garvin, Rune Buck | 3:37   |
| 7.  | "All About the Groove"  | Garvin                | Drori                    | 3:31   |
| 8.  | "Live Forever"          | Garvin                | Drori                    | 3:19   |
| 9.  | "A Baby Is Born"        | Garvin                | Drori                    | 2:38   |
| 10. | "Medical Rain"          | Garvin                | Drori                    | 3:21   |
| 11. | "Never Again"           | Garvin                | Drori                    | 3:02   |
| 12. | "Keep on Lovin' You"    | Garvin                | Drori                    | 3:05   |
| 13. | "Whaz Problem"          | Garvin                | Drori                    | 4:11   |
| 14. | "Sound of Love"         | Garvin, Martin Sutton | Drori                    | 7:02   |